# Mas Mascaró (Santa Oliva)
El Mas Mascaró és un mas situat al municipi de Santa Oliva a la comarca del Baix Penedès.